# 로즈메리 래드퍼드 류터
로즈메리 래드퍼드 류터(영어: Rosemary Radford Ruether, 1936년 11월 2일~2022년 5월 21일)는 미국의 페미니스트 학자이자 가톨릭 신학자이다.
류터는 여성의 서품을 옹호하는 인물로, 공식적인 제재에도 불구하고 여성의 성직자로서의 능력을 긍정하는 가톨릭 종교인들 사이의 운동이다. 1985년부터 류터는 임신 중단권 찬성 단체 가톨릭의 이사로 활동해 왔다.

## 전기
류터는 1936년 11월 2일 미네소타 주 세인트 폴에서 로마 가톨릭의 어머니와 성공회 아버지 사이에서 태어났다. 회고에 따르면 그녀는 자신의 양육에 대해 억압적인 것과는 대조적으로 자유로운 사고와 인문주의적인 것으로 묘사했다. 류터의 아버지는 그녀가 12살 때 돌아가셨고 그 후 류터와 그녀의 어머니는 캘리포니아로 이사했다. 류터는 세인트루이스에서 프로비던스 자매들이 근무하는 몇몇 가톨릭 학교에 다녔다. 어머니의 친구 모임과 함께, 류터에게 강력한 페미니스트와 활동가 재단을 제안하여. 그녀는 1954년부터 1958년까지 스크립스 대학에서 대학 교육을 추구했다. 그녀는 예술을 공부하려는 의도로 입학했지만, 한 교수인 로버트 팔머가 고전으로 전환하려는 그녀의 결정에 영향을 주었다. 그리스 로마 고전 문화에 대한 팔머의 열정은 류터에게 그 시대의 철학과 역사를 소개했다. 그녀는 고전과 로마 역사에서 석사학위를 받았고, 이후 클레어몬트 신학교에서 고전과 인종학 박사학위를 받았다.
류터는 1960년대 미시시피와 워싱턴 DC에서 시민권 활동에 참여했다. 그녀는 미시시피의 델타부에서 일했는데, 그곳에서 그녀는 흑인 사회의 투쟁과 인종차별의 현실에 노출되었다. 그녀는 하워드 대학교 종교학교에서 가르친 기간 동안 흑인 해방 신학 문학에 몰두하게 되었다. 그녀는 워싱턴 DC의 평화 운동에 시간을 바쳤으며, 행진과 시위 때문에 다른 급진 가톨릭 신자들과 개신교 신자들과 함께 감옥에 자주 갔다.
그녀의 급진주의에도 불구하고, 류터는 다른 종교 활동가들과 함께 가톨릭 교회에 남아 있었다. 그녀의 첫 번째 저서인 <그 자신에 반대하는 교회>(1967년)는 교회의 교리와 섹슈얼리티 및 재생산에 대한 교회의 견해를 비판한다.
그녀는 정치학자 헤르만 류터와 결혼했다. 그들은 류터의 대학 마지막 학년 동안 결혼 후 서로 다른 관심사를 연구했다. 그들은 세 명의 아이를 가지고 있고 캘리포니아에 산다.

## 약력
류터는 스크립스 칼리지(1958년)에서 고대사로 석사학위(1960년), 캘리포니아 클레어몬트의 클레어몬트 대학원에서 고전 및 통계학 박사과정에서 철학 박사 학위(1965)를 받았다.
그녀는 클레어몬트 신학대학원과 클레어몬트 대학원에서 종교와 페미니스트 신학을 강의하고 있다. 그녀의 첫 임명은 1965년부터 1975년까지 워싱턴 DC의 하워드 대학교 교수였다. 그녀는 태평양 종교 대학원과 연합신학 대학원의 페미니스트 신학 교수로 재직했으며, 개릿 신학교에서 조지아 하크니스 응용 신학 교수로 장기간 가르치다 그 자리에서 물러났다. 또한 류터는 페미니즘, 에코 페미니즘, 성경, 기독교에 관한 36권의 책과 600편이 넘는 아티클의 저자다.
1977년 류터는 여성 언론자유연구소(WIFP)의 부연구원이 되었다. WIFP는 미국의 비영리 출판 단체다. 이 기구는 여성들 간의 의사소통을 증진시키고 대중을 여성에 기반한 미디어의 형태와 연결시키기 위해 노력한다.
2000년 1월 22일, 류터는 스웨덴 웁살라 대학교의 신학부에서 명예 박사 학위를 받았다.
2012년에는 휘티어 칼리지에서 명예 박사 학위를 받았다 .
류터의 연구는 페미니스트 신학 분야에서 엄청난 영향을 미쳤다. Beverly Wildung Harrison 및 Pauli Murray 와 같은 학자에게 영향을 미쳤다.